# ألبان غيرهارد
ألبان غيرهارد (بالألمانية: Alban Gerhardt) هو موسيقي ألماني، ولد في 25 مايو 1969 في برلين في ألمانيا.

## وصلات خارجية
- ألبان غيرهارد على موقع ميوزك برينز (الإنجليزية)
- ألبان غيرهارد على موقع أول ميوزيك (الإنجليزية)
- ألبان غيرهارد على موقع ديسكوغز (الإنجليزية)